# Okręg podlaski Kościoła Adwentystów Dnia Siódmego w RP
Okręg podlaski – jeden z pięciu okręgów diecezji wschodniej Kościoła Adwentystów Dnia Siódmego w RP. Terytorialnie obejmuje zbory i grupy znajdujące się w granicach województwa podlaskiego, obejmuje ponadto powiat ostrowski, ostrołęcki i miasto Ostrołękę z województwa mazowieckiego oraz powiat ełcki i olecki z województwa warmińsko-mazurskiego. Siedziba okręgu znajduje się w Białymstoku.
Aktualnie do okręgu podlaskiego należy 5 zborów, 4 grupy i 2 stacje duszpasterskie.
Seniorem okręgu podlaskiego jest pastor Mariusz Zaborowski. 

## Zbory
| Miejscowość     | Jednostka                | Pastor                        | Rok założenia |
| Białystok       | zbór w Białymstoku       | kazn. sen. Mariusz Zaborowski |               |
| Bielsk Podlaski | zbór w Bielsku Podlaskim | kazn. sen. Mariusz Zaborowski |               |
| Hajnówka        | zbór w Hajnówce          | kazn. sen. Mariusz Zaborowski |               |
| Krasna Wieś     | zbór w Krasnej Wsi       | kazn. sen. Mariusz Zaborowski |               |
| Suwałki         | zbór w Suwałkach         | kazn. Jarosław Trojanowski    |               |

## Grupy
| Miejscowość       | Jednostka                    | Pastor                        | Rok założenia |
| Grajewo           | grupa w Grajewie             | kazn. sen. Mariusz Zaborowski |               |
| Iwanki            | grupa w Iwankach             | kazn. sen. Mariusz Zaborowski |               |
| Ostrów Mazowiecka | grupa w Ostrowi Mazowieckiej | kazn. Piotr Gołaszewski       |               |
| Siemiatycze       | grupa w Siemiatyczach        | kazn. sen. Mariusz Zaborowski |               |

## Stacje duszpasterskie
Dojazdowe stacje duszpasterskie, w których nabożeństwa odbywają się nieregularnie (raz lub kilka razy w miesiącu) według ogłoszenia, obejmują następujące miejscowości:
- Łomża-Zambrów,
- Ostrołęka.